# Уосукайнен, Риитта
Ри́итта Ма́рия У́осукайнен (фин. Riitta Maria Uosukainen, девичья фамилия Вайникка фин. Vainikka; 18 июня 1942, Яаски, Выборгская губерния, Финляндия) — финский политик, член партии Национальная коалиция, спикер Парламента в 1994—1995, 1995—1999, 1999—2003 годах, министр образования в 1991—1994 годах, кандидат в президенты Финляндии на выборах 2000 года.

## Биография
Родилась 18 июня 1942 года в местечке Яаски, в Выборгской губернии, в Финляндии, в семье электромонтёра.
В 1965—1966 годах, до поступления в университет, работала редактором в издательстве Kustannus Oy Tammi. В университете получила высшее филологическое образование, защитив лиценциат в области философии. В 1970 году получила степень магистра философии. С 1969 года начала преподавать финский язык в гимназии Иматранкоски.
С 1976 года — преподаватель дидактики финского языка в институте города Йоэнсуу, а также координатор по вопросам изучения финского языка и региональный педагог-методист (фин. lääninkouluttaja) в губернии Кюми.
В 1977 году начала политическую карьеру, будучи избранной в состав городской совет Иматры. Работала депутатом городского совета до 1992 года. В 1982 и 1988 годах избиралась членом коллегии выборщиков президента.
С 1980 по 1984 годы — член правления Союза сельских коммун губернии Южная Карелия. С 1986 года — вице-председатель Карельского Союза, культурно-просветительской организации, объединяющей бывших переселенцев с территорий, отошедших к Советскому Союзу по итогам Второй мировой войны.
С 1988 по 1991 годы — член административных советов банка СЮП и акционерных обществ «Кемира» и «Иматран Войма».
С 1983 года — депутат Парламента Финляндии от партии Национальная коалиция. В 1991 году возглавляла парламентскую комиссию по вопросам образования (просвещения).
В апреле 1991 года назначена министром образования Финляндии.
7 февраля 1994 года избрана председателем Парламента Финляндии, став первой в истории страны женщиной-председателем высшего законодательного органа.
На президентских выборах 2000 года была кандидатом от партии Национальная коалиция.
Автор ряда работ и учебных пособий по финскому языку. Увлекается литературой и физической культурой.

## Семья
- Муж — Тойво Уосукайнен, воинское звание майор (на 1994)
- Сын